# Crise de 1997–1998 na República Srpska
A crise de 1997-1998 na República Srpska foi causada por um conflito político entre a facção reformista liderada pela presidente da República Srpska, Biljana Plavšić, e a facção nacionalista linha-dura liderada pelo ex-presidente Radovan Karadžić e seus associados do Partido Democrático Sérvio, no poder. A crise foi resolvida por uma eleição antecipada e uma vitória da oposição e de Plavšić.

## Conflito

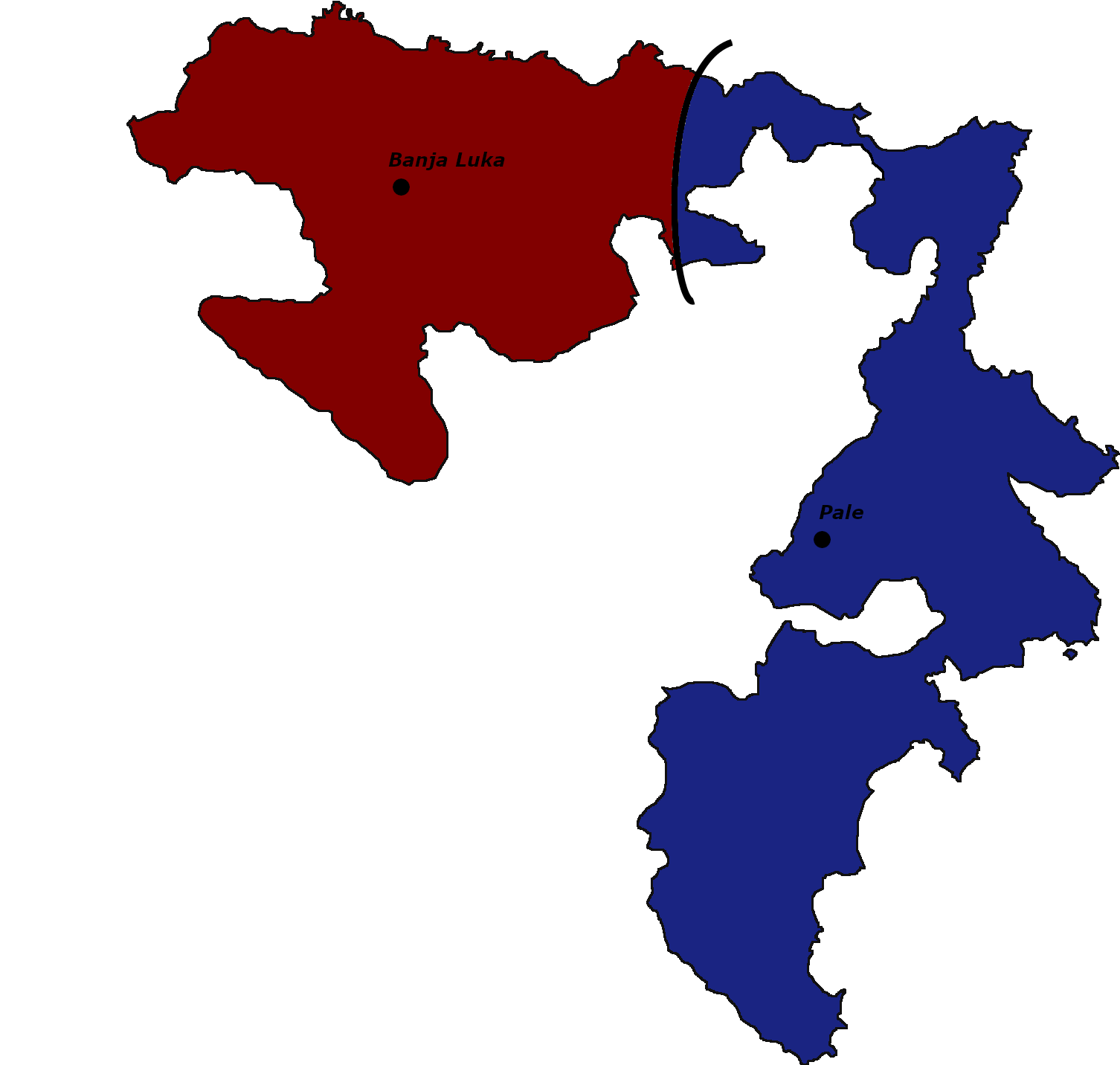
Durante a crise, a República Srpska foi de facto separada em duas partes: a parte norte da entidade era liderada pela presidente Biljana Plavšić de Banja Luka, enquanto a parte oriental era liderada por Radovan Karadžić e Momčilo Krajišnik de Pale.

O líder dos sérvios bósnios durante a guerra, Radovan Karadžić, renunciou ao cargo de presidente da República Srpska em meio à pressão internacional. Nas primeiras eleições do pós-guerra realizadas em 1996, o Partido Democrático Sérvio de Karadžić venceu conforme esperado. Nas eleições para a presidência da Bósnia e Herzegovina, Momčilo Krajišnik (Partido Democrático Sérvio), o presidente anterior da Assembleia Nacional, e durante a guerra, a segunda figura política mais influente na República Srpska, venceu. Gojko Kličković tornou-se primeiro-ministro, enquanto Dragan Kalinić foi eleito presidente da Assembleia Nacional. Ao mesmo tempo, nas eleições presidenciais, a ex-membro da presidência da República Socialista da Bósnia e Herzegovina e vice-presidente da República Srpska, Biljana Plavšić, tornou-se a primeira líder feminina de qualquer entidade sérvia na história. Logo ela entraria em conflito com Krajišnik e Karadžić, que, mesmo após se aposentarem de todas as funções estatais e partidárias, permaneceram muito influentes. O conflito consistiu principalmente na linha do poder formal e informal, mas também na transição de condições de guerra para condições de paz. Os antagonismos entre as partes oriental e ocidental da República Srpska e a questão da capital, que foi transferida do local da guerra em Pale, em violação à constituição, para Banja Luka, também vieram à tona.
A Assembleia Nacional, eleita nas eleições gerais de 1996, foi dissolvida em 3 de julho de 1997 pela presidente da República Srpska, Biljana Plavšić. A Assembleia não aceitou a dissolução e continuou seu trabalho aprovando leis que seriam posteriormente anuladas. Em 5 de julho votou para retirar os poderes de Plavšić e transferi-los para o Conselho Supremo de Defesa. Plavšić, por sua vez, encontrou-se com o enviado especial dos EUA para a ex-Iugoslávia, Peter Galbraith, em Banja Luka, e continuou a consolidar seu apoio junto à comunidade internacional.
Na Primavera de 1997, a República Srpska entrou num estado de crise política. A polícia republicana estava dividida: a parte oriental apoiava Krajišnik e a maioria do Partido Democrático Sérvio, enquanto a parte ocidental apoiava Plavšić. Em setembro, eclodiram motins em Banja Luka, com manifestantes supostamente tentando tomar o Palácio Presidencial e a emissora de televisão estatal. Plavšić acusou a liderança do Partido Democrático Sérvio e os apoiadores pró-Karadžić de uma tentativa de golpe.
Além disso, o Departamento de Estado dos Estados Unidos acusou os radicais sérvios-bósnios de realizar uma "segunda tentativa de golpe" contra Plavšić. Afirmaram que assessores do indiciado como criminoso de guerra Radovan Karadžić enviaram centenas de lealistas armados para confrontar seus rivais sob o pretexto de um comício político. O porta-voz do Departamento de Estado, James Foley, disse que uma tentativa de golpe anterior ocorreu várias semanas antes dos protestos de Banja Luka, quando forças da OTAN e policiais internacionais descobriram grampos telefônicos significativos, esconderijos de armas e aparatos terroristas na sede da polícia em Banja Luka. Também alegou que essa segunda tentativa de golpe foi disfarçada de comício político no reduto de Plavšić. Mas Foley disse a repórteres que, na realidade, o comício foi uma tentativa de derrubar a autoridade política de Plavšić.
Um policial foi baleado quando tropas da OTAN impediram que mais de 50 ônibus lotados de apoiadores de Karadžić chegassem ao comício em Banja Luka. Apenas cerca de 150 pessoas acabaram comparecendo à manifestação anti-Plavšić. Um porta-voz da Organização para a Segurança e Cooperação na Europa (OSCE) disse que a tentativa de golpe não afetaria as eleições na região. O tenente-coronel Mike Wright, porta-voz das forças de paz internacionais da Força de Estabilização (SFOR) lideradas pela OTAN, manteve o controle durante toda a tentativa de golpe e declarou que a SFOR confiscou dezenas de armas dos guarda-costas de Momčilo Krajišnik, que foram presos no Hotel Bósnia de Banja Luka por uma multidão pró-Plavšic. No total, 37 armas foram confiscadas, incluindo 22 armas de cano longo. O porta-voz da SFOR acrescentou ainda que os ministros do governo no hotel, incluindo Krajišnik, inicialmente se recusaram a ser evacuados. Eles acabaram sendo levados para uma base da OTAN. O Presidente da Sérvia, Slobodan Milošević, convocou Plavšić e Krajišnik a Belgrado em 25 de setembro, numa tentativa de resolver a crise.

## Resultado
Nas eleições parlamentares extraordinárias de 1997, a oposição unida, liderada pela Aliança Nacional Sérvia, um partido formado por Plavšić, o Partido Socialista, liderado por Drago Ilić e Živko Radišić, e a Aliança dos Social-Democratas Independentes, fundada um ano antes por Milorad Dodik, venceram. Por sugestão de Plavšić, a Assembleia Nacional elegeu Milorad Dodik como primeiro-ministro, embora seu partido tivesse apenas dois parlamentares na época. Plavšić e Dodik contaram com o apoio dos Estados Unidos para implementar reformas e expulsar da vida política os então suspeitos de crimes de guerra, incluindo Radovan Karadžić.

## Consequências
Biljana Plavšić perdeu a eleição presidencial de 1998 para Nikola Poplašen, do Partido Radical Sérvio da República Srpska, que também era apoiado pelo Partido Democrático Sérvio. No entanto, em setembro de 1999, Poplašen foi destituído do cargo pelo Alto Representante para a Bósnia e Herzegovina, Carlos Westendorp, após se recusar a nomear Milorad Dodik como primeiro-ministro, optando por Momčilo Krajišnik e Dragan Kalinić.